# Кордова B
«Кордова B» (исп. Córdoba CF B) — испанский футбольный клуб из одноимённого города, в одноимённой провинции в автономном сообществе Андалусия, резервная команда клуба «Кордова». Клуб основан в 1997 году, гостей принимает на арене «Сьюдад Депортива», вмещающей 3 000 зрителей. В Примере и Сегунде команда никогда не выступала, лучшим результатом является 11-е в Сегунде B в сезоне 2013/14.

## Сезоны по дивизионам
- Сегунда B - 3 сезона
- Терсера - 14 сезонов
- Региональные лиги - 3 сезона

## Достижения
- Терсера
  - Победитель: 2015/16